# Вестфальский мир
Вестфальский мир обозначает два мирных соглашения — Мюнстерское и Оснабрюкское, подписанные, соответственно, 15 мая и 24 октября 1648 года. Ими завершилась Тридцатилетняя война в Священной Римской империи и была установлена новая система международных отношений.
Иногда к Вестфальскому миру относят также и мирный договор между Испанией и Соединёнными провинциями Нидерландов, подписанный 30 января 1648 года и завершивший Восьмидесятилетнюю войну. При этом боевые действия между Голландией и Испанией в 1625—1648 годах исследователи рассматривают одновременно как части и Тридцатилетней и Восьмидесятилетней войны.
Вестфальский мир являлся результатом первого современного дипломатического конгресса (собрания). Он положил начало новому порядку в Европе, основанному на концепции государственного суверенитета. Соглашения затронули Священную Римскую империю, Испанию, Францию, Швецию, Нидерланды и их союзников в лице князей Священной Римской империи. До 1806 года нормы Оснабрюкского и Мюнстерского договоров являлись частью конституционного закона Священной Римской империи.
Пиренейский мир, подписанный в 1659 году, положил конец войне между Францией и Испанией и часто рассматривается как заключительный этап «всеобщего единения».

## Место проведения
Переговоры о мире велись на территории исторической области Вестфалия в католическом епископстве Мюнстер и протестантском епископстве Оснабрюк. В целях конфессионального паритета обсуждение условий мира между императором Священной Римской империи с протестантскими государствами и Швецией велось в епископстве Оснабрюк, а с католическими государствами и Францией — в Мюнстере.
Мирные переговоры между Францией и Габсбургами, обеспеченные Священной Римской империей и испанским королём, были начаты в Кёльне в 1636 году, но приостановлены кардиналом Ришельё, боровшимся за участие всех союзников, будь то независимое государство или территория внутри Священной Римской империи. В Гамбурге и Любеке Швеция и император вели переговоры о заключении мирного соглашения, но Швеция — после вмешательства Ришельё — прервала их и подписала Гамбургский договор с Францией.
В это время Империя и Швеция объявили переговоры в Кёльне и «Договор о Гамбурге» вводной частью всеобщего мирного соглашения, которое должно быть заключено в двух соседствующих вестфальских городах, Мюнстере и Оснабрюке, становящихся на время переговоров нейтральными и демилитаризованными. Мюнстер с 1535 года был строго католическим городом, где заседал капитул Мюнстерского княжества-епископства. В городе не было мест для богослужений кальвинистов и лютеран.
Оснабрюк был городом с двойным вероисповеданием (лютеранским и католическим), где находилось по две лютеранских и католических церкви. Горожане были преимущественно лютеранами, и только лютеране входили в городской совет; католическим духовенством и населением ведал капитул княжества-епископства Оснабрюка. В 1628—1633 годах Оснабрюк был занят войсками Католической лиги; князь-епископ Франц Вильгельм фон Вартенберг провёл в городе контрреформацию, изгнав из города многие лютеранские семьи. Во время шведской оккупации оснабрюкские католики не изгонялись, но город жестоко страдал от шведских контрибуций. По этой причине город надеялся на существенное облегчение, став нейтральным и демилитаризованным.
Оба города боролись за большую независимость, за становление свободными имперскими городами; таким образом, они приветствовали мирные переговоры, их нейтралитет и запрет всех политических влияний военных партий, включая их собственных феодалов — князей-епископов.
Поскольку шведские лютеране отдавали предпочтение Оснабрюку, их мирные переговоры с империей, в которых участвовали союзники обеих сторон, проводились в Оснабрюке. Империя и её противница Франция, включая их союзников, а также республика Нидерландов и её противница Испания проводили переговоры в Мюнстере.

## Делегации
На конгресс в Мюнстере и Оснабрюке съехались 135 дипломатов, представлявших интересы всех стран, прямо или косвенно вовлечённых в войну. Главными фигурами из них были:
- от Франции: Генрих II д’Орлеан, герцог де Лонгвиль, Клод де Мем, граф д’Аво, Абель Сервьен, маркиз де Сабле;
- от Швеции: Юхан Оксеншерна, Юхан Адлер Сальвиус[англ.];
- от императора: граф Максимилиан фон Траутмансдорф в обоих городах, граф Иоганн Людвиг фон Нассау-Хадамар и адвокат Исаак Вольмар[нем.] в Мюнстере, граф Иоганн Максимилиан фон Ламберг[нем.] и адвокат Иоганн Кран[нем.] в Оснабрюке;
- от Испании: Гаспар де Бракамонте-и-Гусман, граф де Пеньярада[англ.], Антуан Брюн[нем.], Диего Сааведра, Бернардино де Ребольедо;
- от Республики Соединённых провинций: Адриан Пау[англ.], Вильгельм Риперда[англ.], Ян ван Кнёйт;
- от Папской области в качестве посредника: нунций Фабио Киджи;
- от Венецианской республики в качестве посредника: Альвизе Контарини;
- от княжеств Священной Римской империи наибольшим влиянием обладали послы княжеств, обладавших действующими армиями либо имеющих статус курфюршеств: Баварии, Саксонии, Бранденбурга, Гессен-Касселя, — иным имперским делегациям (Померании, имперского города Страсбурга) попросту не уделяли внимания[6][7][8].

## Цели
Целью мирного конгресса, закончившегося подписанием Вестфальского мира, было установление мира, урегулирование отношений на международном, конфессиональном, внутриимперском уровнях. В ходе дебатов по вопросам причин и целей войны определились четыре основных направления.

### Претензии имперских сословий

#### Проблема Донаувёрта
В Донаувёрте — одном из восьми свободных и имперских городов официально проживали и католики, и протестанты — большинство жителей в нём были протестантами. 25 апреля 1606 года через центр города с крестами и развевающимися знамёнами впервые прошла процессия католиков. В ходе последующих столкновений пострадали множество жителей, а католические флаги и реликвии были конфискованы. После того, как в апреле 1607 года столкновения повторились, надворный совет с одобрения императора Рудольфа II объявил имперскую опалу в отношении города Донаувёрта. Захватив город в 1608 году, Максимилиан I Баварский фактически присоединил его к Баварии и в рамках принципа cujus regio, ejus religio запретил там протестантизм. Это событие послужило одной из главных причин формирования Протестантской унии, спровоцировавшей Тридцатилетнюю войну.
Проблему было решено отложить до следующего рейхстага.

#### Наследование Клеве-Юлиха
Смерть последнего герцога Юлиха-Клеве-Берга в 1609 году стало основанием для раздела его герцогства. Свои права на герцогство заявили курфюрст Бранденбурга Иоганн Сигизмунд и пфальцграф Нойбурга Филипп Людвиг. Дело осложнилось тем, что большая, богатая и важная по своему положению страна по вероисповеданию принадлежала к трём конфессиям (католики, лютеране, кальвинисты), отношения между которыми были обострены до крайности: ни одна партия не хотела отдать такой богатый регион другой. Разразилась война за клевское наследство, и борьба за Юлих велась на протяжении всей Тридцатилетней войны.

#### Законные права рейхсгофрата
Имперский надворный совет (нем. Reichshofrat) наряду с имперским камеральным судом являлся одним из двух высших судебных органов Священной Римской империи. К исключительной компетенции надворного совета относились дела, связанные с имперскими ленами, а также с привилегиями, правами и регалиями, предоставленными императором имперским сословиям или иным субъектам имперского права. Как и камеральный суд, надворный совет был средством реализации верховных судебных прав императора, но в отличие от камерального суда, формируемого сословиями и контролируемого рейхстагом, надворный совет оставался придворным учреждением и подчинялся непосредственно императору. Роль совета особенно возросла в период конфессионального противостояния в империи начала XVII века. В 1608 году католические члены имперского камерального суда отказались признавать председателя-протестанта, и деятельность этой судебной палаты временно приостановилась. Судебные дела оттуда всё чаще передавались в надворный совет, состоявший целиком из имперских советников (католиков). Таким образом, у императора появилась де-факто возможность управлять всей судебной системой, и шансы вынесения оправдательных приговоров в отношении протестантов сводились к нулю.
Проблему было решено отложить до следующего рейхстага.

#### Конституционные права императора
Несмотря на то, что во время каждого избрания император приносил присягу на конституции империи, его власть зиждилась не на конституции, а на силе, примером чего служат правления Фердинанда II и Фердинанда III, непосредственных участников Тридцатилетней войны, и всех Габсбургов-императоров, начиная с Карла V. Такое положение дел привело многих князей (прежде всего протестантов) к формированию партии конституционалистов внутри империи, которая выступала против решений императора, как только его власть начинала слабеть. Создание Евангелической унии и Католической лиги также были вызваны намерением князей создать собственные военные блоки для оппозиции императору.

#### Положение кальвинистов
Аугсбургский религиозный мир 1555 года уравнивал в правах католиков и лютеран. Однако в его тексте не содержались чёткие критерии отнесения исповедуемой конфессии к лютеранству: под лютеранами понимались лица, исповедующие Аугсбургское исповедание 1530 года, и «конфессионально родственные им члены». Эта оговорка позволила в дальнейшем кальвинистам также претендовать на легитимность и полноправное участие в государственной системе империи, что встретило множество протестов со стороны католических и даже лютеранских князей.
В начале конгресса Фердинанд III согласился признать кальвинизм в качестве третьей религии в империи. Однако затем он наотрез отказался разрешить протестантское вероисповедание на землях Габсбургов и обратился за поддержкой к папе римскому. После поражения эрцгерцога Леопольда в битве под Лансом император был вынужден согласиться с предложенным религиозным урегулированием.

#### Распределение земель между католическими и протестантскими князьями империи
Как протестанты, так и католики требовали пересмотра секуляризации церковных земель. Швеция, в частности, хотела устроить масштабный территориальный передел империи с тем, чтобы свести баланс между католиками и протестантами к равному или даже обратному соотношению (как того хотел Густав II Адольф). Наличие сильной католической оппозиции (Франция, император, Испания, Папство), тем не менее, предусматривало усиление позиции католиков в империи.
Католики заявили свои права на все земли, которые принадлежали церкви в 1627 году, протестанты потребовали возврата к положению на 1618 год. Дипломат курфюрста Саксонии Иоганна Георга уговорил их согласиться на возвращение status quo на 1 января 1624 года.

### Условия амнистирования мятежников
Заключение мира повлекло бы за собой амнистию пленников и изгнанников, о судьбе которых воюющие стороны решили позаботиться заранее. Предлагалось, в частности:
- восстановить Карла Людвига в правах курфюрста Пфальца, а его дядю Людвига Филиппа в правах графа Пфальц-Зиммерна;
- восстановить Фридриха V в правах маркграфа Баден-Дурлаха в отношении земель, конфискованных во время войны в пользу Вильгельма, маркграфа Баден-Бадена;
- восстановить Амалию Елизавету Ганау-Мюнценбергскую в правах ландграфини Гессен-Кассельской в отношении земель, дарованных Георгу II, ландграфу Гессен-Дармштадта;
- обеспечить безопасное возвращение протестантских изгнанников в их дома (в том числе в Богемию, религиозный инцидент в которой и стал поводом к началу Тридцатилетней войны).

### Удовлетворение территориальных притязаний
Швеция требовала Померанию, менее настойчиво — Силезию, а также Висмар, епископства Бремен и Ферден и деньги для роспуска армии.
Франция претендовала на Эльзас, Брайзах, подтверждение прав на епископства Мец, Туль и Верден, а в имперской Италии хотела получить крепость Пинероло.

### Компенсация потери прав собственности и владений
В случае, если Швеция получит Померанию, курфюрст Бранденбурга должен получить соответствующую компенсацию потери. Такая же компенсация для курфюрста Баварии подразумевалась в случае, если Пфальц вернётся к наследникам Фридриха V.

Каждая страна-участник конгресса преследовала свои цели: Франция — разорвать окружение испанских и австрийских Габсбургов, Швеция — добиться гегемонии на Балтике, Священная Римская империя и Испания — добиться как можно меньших территориальных уступок.

## Положения договора

### Правовые положения договора
- Все участники конгресса признали положения Аугсбургского религиозного мира 1555 года и отвергли положения эдикта о реституции, подтвердили право князей менять по желанию и свою веру, и веру своих подданных. Гарантии равенства были даны католикам и протестантам в традиционно и явно разделённых городах, таких как Аугсбург и Регенсбург[15].
- Христиане, исповедующие религию, отличную от официальной религии княжества, в котором они живут, получили гарантию свободного вероисповедания.
- Все страны-участники конгресса признают ответственность за любые военные действия как часть своего суверенитета, что наложило запрет на выдачу каперских свидетельств и сделало внешнюю политику стран более прозрачной.

### Территориальные и имущественные положения договора
- Швейцарская конфедерация была официально признана всеми участниками конгресса как независимое государство, не входящее в Священную Римскую империю.
- Участники конгресса соглашались с положениями Мюнстерского мира. Республика Соединённых провинций, таким образом, была признана суверенным государством, не входящим ни в Священную Римскую империю, ни в состав Испанской короны.
- Франция получила епископства Мец, Туль и Верден, бывшие ранее подвластными герцогу Лотарингии, также под её владение переходили свободные города Эльзаса. Однако на этих территориях империя сохраняла за собой город Страсбург, Страсбургское епископство и Мюльхаузен.
- Швеция получила компенсацию в размере пяти миллионов талеров на роспуск своей армии[16]. Швеция обязывалась передать Гданьск Речи Посполитой, а также получила западную часть Померании, Висмар, епископства Бременское и Ферденское в качестве имперских ленов, что давало возможность королям Швеции присутствовать на рейхстагах, а также на собраниях (нем. Kreistag) Верхнесаксонского, Нижнесаксонского и Вестфальского имперских округов[17]. Однако формулировка данного положения была несколько неоднозначна:

- Неясно было, включается ли сам город Бремен в шведский Бременско-Ферденский лен. С приходом шведской власти город запросил статус имперского. Император одобрил прошение, таким образом отделив Бремен от окружающих его земель епископства. Не добившись покорности от города, шведское правительство в 1653 году развязало шведско-бременскую войну.
- В договоре также не указывалось чётко, как нужно разделить земли Померании между Швецией и Бранденбургом. На конгрессе в Оснабрюке обе стороны заявили свои притязания на всё герцогство, находившееся с 1630 года под властью Швеции, но оспаривавшееся Бранденбургом. Конфликт продолжался, пока в 1653 году стороны не договорились о новой границе.
- Положения договора обязывали герцогство Мекленбург передать шведам Висмар и портовые сборы. Шведы подписывали договор, понимая, что речь шла о сборах со всех портов Мекленбурга, в то время как Мекленбургские герцоги и император посчитали, что шведы могут претендовать только на сборы с одного Висмара.
- Маленький эксклавный город Вильдесхаузен, благодаря владению которым Швеция претендовала на место в собрании Вестфальского округа, был немедленно оспорен Мюнстерским епископством.

- Участники конгресса подтвердили право герцога Баварии Максимилиана на курфюршеский титул, полученный им в ходе захвата Палатината в 1623 году, но также возвратили этот титул наследникам Фридриха V. Таким образом, Карл I Людвиг стал новым, восьмым курфюрстом в коллегии.
- Карл I Людвиг, сын и наследник Фридриха V, был восстановлен в правах пфальцграфа Рейнского, территория пфальцграфства была разделена между ним и Максимилианом Баварским. Карлу Людвигу достался Нижний Пфальц, расположенный вдоль Рейна, а Максимилиану — Верхний Пфальц на севере Баварии.
- Амалия Елизавета Ганау-Мюнценбергская получила компенсацию в размере более полумиллиона талеров[20] и была восстановлена в правах ландграфини Гессен-Касселя, пополненного четвертью Верхнего Гессена с Марбургом.
- Бранденбург-Пруссия получила Восточную Померанию и епископства Магдебургское, Хальберштадтское, Камминское и Минденское.
- Вопрос о наследовании Клеве-Юлиха-Берга был разрешён. Юлих, Берг и Равенштейн были переданы пфальцграфу Нойбурга, а Клеве, Марк и Равенсберг перешли к курфюрсту Бранденбург-Пруссии.
- В сан епископа Оснабрюкского было решено возводить поочерёдно католических и протестантских священников, право выбирать из протестантских кандидатов вручалось герцогу Брауншвейг-Люнебургскому.
- Все участники конгресса снимали ограничение по торговле и эмбарго, введённые во время войны. На Рейне вводилось свободное судоходство[21].
- Все материалы и документы были составлены на латинском языке. На русский язык никогда не переводились, хотя в тексте договора в перечень союзников (по настоянию Швеции) включён «великий князь Московский».

## Итоги и значение Вестфальского мира
Вестфальский мир разрешил противоречия, которые привели к Тридцатилетней войне:
- Вестфальский мир уравнял в правах католиков и протестантов (кальвинистов и лютеран), узаконил конфискацию церковных земель, осуществлённую до 1624 года, и отменил ранее действовавший принцип cujus regio, ejus religio, вместо которого провозглашался принцип веротерпимости, что в дальнейшем снизило значение конфессионального фактора в отношениях между государствами, но в то же время закрепил раздробленность Германии[22].
- Под фактический контроль Швеции перешли устья крупнейших рек северной Германии. На какое-то время Швеция превратилась в великую европейскую державу, осуществляющую господство над Балтикой и оказывающую влияние на немецкие государства.
- Получив Эльзас, Франция стала господствовать на Рейне.
- Вестфальский мир положил конец стремлению Габсбургов расширить свои владения за счёт территорий государств и народов Западной Европы и подорвал авторитет Священной Римской империи: с этого времени старый иерархический порядок международных отношений, в котором германский император считался старшим по рангу среди монархов, был разрушен, и главы независимых государств Европы, имевшие титул королей, были уравнены в правах с императором.
- Согласно нормам, установленным Вестфальским миром, главная роль в международных отношениях, ранее принадлежавшая монархам, перешла к суверенным государствам.